# Championnats d'Asie d'escrime 2011
Navigation
Édition précédente Édition suivante
Les 15es championnats d'Asie d'escrime se déroulent à Séoul en Corée du Sud du 8 au 13 juillet 2011.

## Médaillés
| Épreuves                               | Or                                                                          | Argent                                                                | Bronze |
| -------------------------------------- | --------------------------------------------------------------------------- | --------------------------------------------------------------------- | --- |
| Épée                                   |                                                                             |                                                                       | |
| Hommes individuel résultats détaillés  | Jung Jin-sun                                                                | Elmir Alimzhanov                                                      | Li Guojie Park Kyoung-doo |
| Hommes par équipes résultats détaillés | Corée du Sud- Jung Jin-sun - Jung Seung-hwa - Kim Won-jin - Park Kyoung-doo | Chine- Li Guojie - Wang Lei - Wang Sen - Yin Lianchi                  | Kazakhstan- Dmitriy Aleksanin - Elmir Alimzhanov - Dmitriy Gryaznov - Ruslan Kurbanov Kirghizistan- Aleksandr Chernykh - Mikhail Ivanov - Serguei Katchiourine - Evgeny Naumkin |
| Femmes individuel résultats détaillés  | Choi In-jeong                                                               | Luo Xiaojuan                                                          | Shin A-lam Yin Mingfang |
| Femmes par équipes résultats détaillés | Chine- Luo Xiaojuan - Sun Yujie - Xu Anqi - Yin Mingfang                    | Corée du Sud- Choi Eun-sook - Choi In-jeong - Oh Yun-hee - Shin A-lam | Hong Kong- Bjork Cheng - Cheung Sik Lui - Vivian Kong - Yeung Chui Ling Japon- Kozue Horikawa - Megumi Ikeda - Nozomi Nakano - Ayaka Shimookawa                                 |
| Fleuret                                |                                                                             |                                                                       | |
| Hommes individuel résultats détaillés  | Kwon Young-ho                                                               | Kenta Chida                                                           | Huang Liangcai Zhu Jun |
| Hommes par équipes résultats détaillés | Chine- Huang Liangcai - Lei Sheng - Zhang Liangliang - Zhu Jun              | Japon- Suguru Awaji - Kenta Chida - Ryo Miyake - Yūki Ōta             | Corée du Sud- Choi Byung-chul - Heo Jun - Jung Chang-yong - Kwon Young-ho Hong Kong- Cheung Siu Lun - Nicholas Choi - Chu Wing Hong - Kevin Ngan                                |
| Femmes individuel résultats détaillés  | Nam Hyun-hee                                                                | Jung Gil-ok                                                           | Le Huilin Liu Yongshi |
| Femmes par équipes résultats détaillés | Corée du Sud- Jeon Hee-sook - Jung Gil-ok - Lee Hye-sun - Nam Hyun-hee      | Japon- Kyomi Hirata - Kanae Ikehata - Shiho Nishioka - Chie Yoshizawa | Chine- Chen Jinyan - Le Huilin - Liu Yongshi - Sun Chao Hong Kong- Cheung Ho King - Lin Po Heung - Liu Yan Wai - Lisa To                                                        |
| Sabre                                  |                                                                             |                                                                       | |
| Hommes individuel résultats détaillés  | Won Woo-young                                                               | Gu Bon-gil                                                            | Oh Eun-seok Liu Xiao |
| Hommes par équipes résultats détaillés | Corée du Sud- Gu Bon-gil - Kim Jung-hwan - Oh Eun-seok - Won Woo-young      | Chine- Jiang Kelu - Liu Xiao - Wang Jingzhi - Zhong Man               | Hong Kong- Cyrus Chang - Lam Hin Chung - Low Ho Tin - Yan Hon Pan Kazakhstan- Andrey Balabayev - Yevgeniy Frolov - Yerali Tilenshiyev - Zhanserik Turlybekov                    |
| Femmes individuel résultats détaillés  | Chen Xiaodong                                                               | Lee Ra-jin                                                            | Zhu Min Kim Keum-hwa |
| Femmes par équipes résultats détaillés | Corée du Sud- Kim Ji-yeon - Kim Keum-hwa - Kim Seon-hee - Lee Ra-jin        | Chine- Chen Xiaodong - Ni Hong - Tan Xue - Zhu Min                    | Japon- Chika Aoki - Maho Hamada - Seira Nakayama - Chizuru Oginezawa Kazakhstan- Aliya Bekturganova - Tamara Pochekutova - Yuliya Zhivitsa                                      |

## Tableau des médailles
| Rang  | Nation       | Or | Argent | Bronze | Total |
| ----- | ------------ | -- | ------ | ------ | ----- |
| 1     | Corée du Sud | 9  | 4      | 5      | 18    |
| 2     | Chine        | 3  | 4      | 9      | 16    |
| 3     | Japon        | 0  | 3      | 2      | 5     |
| 4     | Kazakhstan   | 0  | 1      | 3      | 4     |
| 5     | Hong Kong    | 0  | 0      | 4      | 4     |
| 6     | Kirghizistan | 0  | 0      | 1      | 1     |
| Total | Total        | 12 | 12     | 24     | 48    |